# 同夏県
同夏県（どうか-けん）は中華人民共和国江蘇省にかつて存在した県。現在の南京市南部に相当する。
502年（天監元年）、南朝梁により設置された。606年（大業2年）、隋代に廃止され、管轄区域は江寧県に編入された。